# إيفا كيني غريفيث
إيفا كيني غريفيث (بالإنجليزية: Eva Kinney Griffith)‏ هي كاتِبة أمريكية، ولدت في 8 نوفمبر 1852 في وايتووتر في الولايات المتحدة، وتوفيت في 1918.